# Comédie de mœurs
 (juin 2024).
Si vous disposez d'ouvrages ou d'articles de référence ou si vous connaissez des sites web de qualité traitant du thème abordé ici, merci de compléter l'article en donnant les références utiles à sa vérifiabilité et en les liant à la section « Notes et références ».
Pour un article plus général, voir comédie.

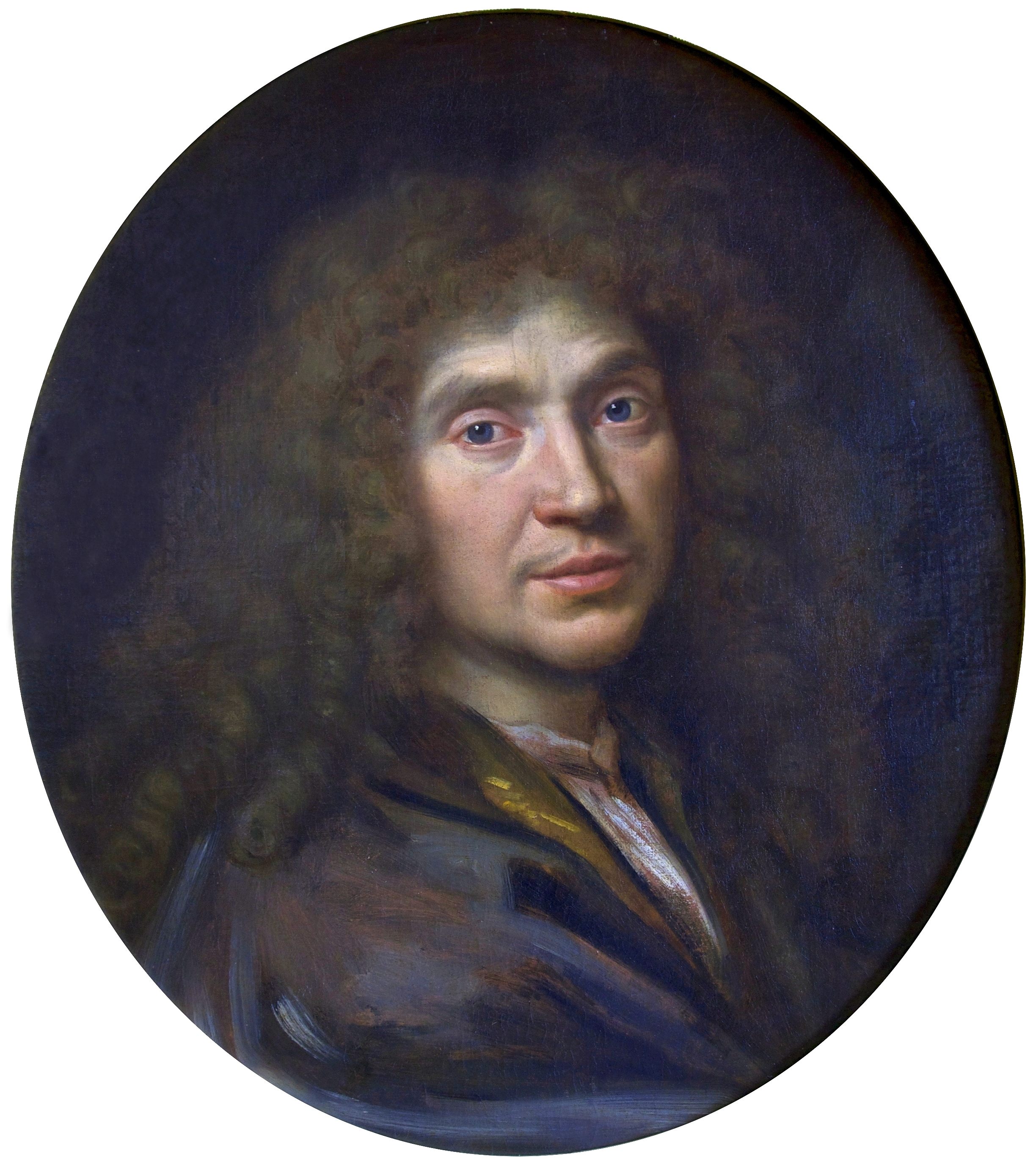
Molière.

La comédie de mœurs est un sous-genre de la comédie qui se développe à partir du XVIe siècle. Elle dénonce les travers d'une époque, d'un groupe ou d'une classe sociale, généralement dominante. 

## Critique sociale
La comédie de mœurs est souvent caractérisée par une critique sociale. Généralement la dimension satirique vise un travers particulier ou une convention visible très ciblée de la communauté dépeinte. En ce sens, la comédie de mœurs ne remet souvent rien de fondamental en cause dans la structure sociale ni dans la représentation dominante de l'époque. La critique s'efface vite et devient récupérable par l'ordre en place, comme dans les pièces d'Émile Augier ou d'Alexandre Dumas fils. Cependant, le dénouement peut aussi être impressionnant[C'est-à-dire ?], comme celui de la pièce Les affaires sont les affaires du libertaire Octave Mirbeau (1903), parfois qualifié de « shakespearien ».
Exemples

### Molière
Plusieurs comédies très connues de Molière sont des comédies de mœurs : Les Précieuses ridicules ou encore Les Femmes savantes mais aussi L'École des femmes. Pour Molière, la  comédie de mœurs représente un lieu privilégié pour la satire sociale.

### Films
Des films sont également décrits comme « comédie de mœurs », ce qui fait référence au genre film de mœurs.